# پیش از آدم
پیش از آدم (انگلیسی: Before Adam) رمانی نوشتهٔ جک لندن است.
این رمان که به گونهٔ سریالی درمیان سال‌های ۱۹۰۶ تا ۱۹۰۷ در مجله Everybody's Magazine منتشر شده داستان مردی در دوران نخستین زندگی انسانیان است.

جلد نخستین کتاب منتشر شده